# فینال‌های ان‌بی‌ای ۱۹۹۵
فینال‌های ان‌بی‌ای ۱۹۹۵ مرحلهٔ پایانی بازی‌های حذفی و دور قهرمانی رقابت‌های اتحادیهٔ ملی بسکتبال در فصل ۹۵–۱۹۹۴ می‌باشد. در این دور تیم هیوستون راکتس به عنوان قهرمان کنفرانس غرب و مدافع عنوان قهرمانی برابر تیم اورلندو مجیک به عنوان قهرمان کنفرانس شرق قرار گرفت. ویژگی بارز این سری رقابت مجیک جانسون–حکیم اولاجوان، بازیکنان سنتر مطرح دو تیم بود که صحبت‌ها و سر و صداهای فراوانی پیش از فینال و در حین بازی‌های سری دربارهٔ آن شده بود و این مصاف با رقابت بیل راسل–ویلت چمبرلین در دههٔ ۱۹۶۰ مقایسه شد.
راکتس تبدیل به نخستین تیم در تاریخ ان‌بی‌ای شد که در راه قهرمانی توانست در بازی‌های پس از فصل عادی، چهار تیم با بالای ۵۰ برد را با شکست مواجه کند. راکتس با بردن نه بازی بیرون از خانه در بازی‌های حذفی ۱۹۹۵ رکورد دار شد. این دومین جاروی فینال‌های ان‌بی‌ای در فرمت ۲–۳–۳ بود (پیش از این دیترویت پیستونز در ۱۹۸۹ برابر لس آنجلس لیکرز این کار را انجام داده بود). همچنین راکتس نخستین تکرار کنندهٔ قهرمانی در تاریخ ان‌بی‌ای شد که این عنوان را با جارو کردن رقیب در دیدارهای پایانی پاس داشت. علاوه بر این، از زمان انجام بازی‌های دور حذفی با ۱۶ تیم در سال ۱۹۸۴، راکتس نخستین تیم در تاریخ ان‌بی‌ای شد که بدون داشتن مزیت بازی خانگی در هر چهار دور، موفق به کسب عنوان قهرمانی رقابت‌ها شد. به صورت همزمان، در همان سال این موفقیت توسط تیم نیوجرسی دویلز، هنگامی که با پیروزی برابر دیترویت رد ویگنز توانست برندهٔ جام استنلی بشود، صورت پذیرفت.
اورلندو مجیک که نخستین حضور خود در سری‌های فینال ان‌بی‌ای را تجربه می‌کرد، سری را با بازی‌های خانگی شروع کرد و در دو بازی نخست میزبان هیوستون راکتس، مدافع عنوان قهرمانی بود.
در حالی که در بازی ۱ تیم مجیک با حساب ۱۱۰–۱۰۷ از راکتس پیش افتاده بود، نیک اندرسون در ثانیه‌های پایانی بازی چهار پرتاب آزاد را از دست داد، و کنی اسمیت با یک پرتاب سه امتیازی موفق بازی را با ثبت یک رکورد تازه تا آن زمان به تساوی و وقت اضافه کشاند، او هفت پرتاب موفق سه امتیازی به نام خود ثبت کرد که بیشترین تعداد پرتاب سه امتیازی موفق در یک بازی از سری فینال‌های ان‌بی‌ای تا آن زمان محسوب می‌شد.
بازیکنان راکتس باتجربهٔ خود توانستند در وقت‌های اضافه به پیروزی برسند و سرانجام با بردن سه بازی بعدی، مجیک را جارو کردند و دومین قهرمانی پیاپی خود در ان‌بی‌ای را به دست آوردند. با دستیابی به این هدف، آن‌ها تنها تیمی شدند که در نخستین بازنشستگی مایکل جردن که دو فصل به طول انجامید، قهرمان هر دو فصل شدند (گرچه جردن در ماه‌های پایانی فصل ۹۵–۱۹۹۴ به زمین‌های بازی بازگشت)، علاوه بر این، هیوستون در کنار شیکاگو بولز تنها تیمی شد که بیش از یک عنوان قهرمانی در دههٔ ۱۹۹۰ کسب کرد.

## پیش‌زمینه

### مسیر فینال
| #  | کنفرانس غرب           | کنفرانس غرب | کنفرانس غرب | کنفرانس غرب | کنفرانس غرب   |
| #  | تیم                   | برد         | باخت        | درصد برد    | بازی‌های پشت‌سر |
| -- | --------------------- | ----------- | ----------- | ----------- | ------------- |
| ۱  | z-سن آنتونیو اسپرز    | ۶۲          | ۲۰          | ۰٫۷۵۶       | –             |
| ۲  | y-فینیکس سانز         | ۵۹          | ۲۳          | ۰٫۷۲۰       | ۳             |
| ۳  | x-یوتا جاز            | ۶۰          | ۲۲          | ۰٫۷۳۲       | ۲             |
| ۴  | x-سیاتل سوپرسانیکس    | ۵۷          | ۲۵          | ۰٫۶۹۵       | ۵             |
| ۵  | x-لس آنجلس لیکرز      | ۴۸          | ۳۴          | ۰٫۵۸۵       | ۱۴            |
| ۶  | x-هیوستون راکتس       | ۴۷          | ۳۵          | ۰٫۵۷۳       | ۱۵            |
| ۷  | x-پورتلند تریل بلیزرز | ۴۴          | ۳۸          | ۰٫۵۳۷       | ۱۸            |
| ۸  | x-دنور ناگتس          | ۴۱          | ۴۱          | ۰٫۵۰۰       | ۲۱            |
|    |                       |             |             |             |               |
| ۹  | ساکرامنتو کینگز       | ۳۹          | ۴۳          | ۰٫۴۷۶       | ۲۳            |
| ۱۰ | دالاس ماوریکس         | ۳۶          | ۴۶          | ۰٫۴۳۹       | ۲۶            |
| ۱۱ | گلدن استیت واریرز     | ۲۶          | ۵۶          | ۰٫۳۱۷       | ۳۶            |
| ۱۲ | مینه‌سوتا تیمبرولوز    | ۲۱          | ۶۱          | ۰٫۲۵۶       | ۴۱            |
| ۱۳ | لس آنجلس کلیپرز       | ۱۷          | ۶۵          | ۰٫۲۰۷       | ۴۵            |

| #  | کنفرانس شرق           | کنفرانس شرق | کنفرانس شرق | کنفرانس شرق | کنفرانس شرق   |
| #  | تیم                   | برد         | باخت        | درصد برد    | بازی‌های پشت‌سر |
| -- | --------------------- | ----------- | ----------- | ----------- | ------------- |
| ۱  | c-اورلندو مجیک        | ۵۷          | ۲۵          | ۰٫۶۹۵       | –             |
| ۲  | y-ایندیانا پیسرز      | ۵۲          | ۳۰          | ۰٫۶۳۴       | ۵             |
| ۳  | x-نیویورک نیکس        | ۵۵          | ۲۷          | ۰٫۶۷۱       | ۲             |
| ۴  | x-شارلوت هورنتس       | ۵۰          | ۳۲          | ۰٫۶۱۰       | ۷             |
| ۵  | x-شیکاگو بولز         | ۴۷          | ۳۵          | ۰٫۵۷۳       | ۱۰            |
| ۶  | x-کلیولند کاوالیرز    | ۴۳          | ۳۹          | ۰٫۵۲۴       | ۱۴            |
| ۷  | x-آتلانتا هاوکس       | ۴۲          | ۴۰          | ۰٫۵۱۲       | ۱۵            |
| ۸  | x-بوستون سلتیکس       | ۳۵          | ۴۷          | ۰٫۴۲۷       | ۲۲            |
|    |                       |             |             |             |               |
| ۹  | میلواکی باکس          | ۳۴          | ۴۸          | ۰٫۴۱۵       | ۲۳            |
| ۱۰ | میامی هیت             | ۳۲          | ۵۰          | ۰٫۳۹۰       | ۲۵            |
| ۱۱ | نیوجرسی نتس           | ۳۰          | ۵۲          | .۳۶۶        | ۲۷            |
| ۱۲ | دیترویت پیستونز       | ۲۸          | ۵۴          | ۰٫۳۴۱       | ۲۹            |
| ۱۳ | فیلادلفیا سونتی‌سیکسرز | ۲۴          | ۵۸          | ۰٫۲۹۳       | ۳۳            |
| ۱۴ | واشینگتن بولتز        | ۲۱          | ۶۱          | ۰٫۲۵۶       | ۳۶            |

### سری‌های فصل عادی
اورلندو مجیک پیروز هر دو بازی سری فصل عادی شد:
| ۲۳ نوامبر ۱۹۹۴ |

|  |

| هیوستون راکتس ۹۴, اورلندو مجیک ۱۱۷ |

| ۲ مارس ۱۹۹۵ |

|  |

| اورلندو مجیک ۱۰۷, هیوستون راکتس ۹۶ |

## خلاصه سری
| بازی   | تاریخ             | تیم مهمان     | نتیجه                     | تیم میزبان    |
| ------ | ----------------- | ------------- | ------------------------- | ------------- |
| بازی ۱ | چهارشنبه، ۷ ژوئن  | هیوستون راکتس | ۱۲۰–۱۱۸ (وقت اضافه) (۱–۰) | اورلندو مجیک  |
| بازی ۲ | جمعه، ۹ ژوئن      | هیوستون راکتس | ۱۱۷–۱۰۶ (۲–۰)             | اورلندو مجیک  |
| بازی ۳ | یکشنبه، ۱۱ ژوئن   | اورلندو مجیک  | ۱۰۳–۱۰۶ (۰–۳)             | هیوستون راکتس |
| بازی ۴ | چهارشنبه، ۱۴ ژوئن | اورلندو مجیک  | ۱۰۱–۱۱۳ (۰–۴)             | هیوستون راکتس |

### بازی ۱
| ۷ ژوئن 9:00 pm |

|  |

| هیوستون راکتس ۱۲۰, اورلندو مجیک ۱۱۸ (OT)                           |  |                                                                                             |
| امتیاز بر پایه وقت: ۱۹–۳۰, ۳۱–۳۱, ۳۷–۱۹, ۲۳–۳۰, وقت اضافه: ۱۰–۸    |  |                                                                                             |
| امتیاز: حکیم اولاجوان ۳۱ ریباند: کلاید درکسلر ۱۱ پاس : کنی اسمیت ۹ |  | امتیاز: پنی هارداوی، شکیل اونیل همگی ۲۶ ریباند: Grant, شکیل اونیل همگی ۱۶ پاس: شکیل اونیل ۹ |
| هیوستون پیشتاز سری، ۱–۰                                            |  |                                                                                             |

### بازی ۲
| ۹ ژوئن 9:00 pm |

|  |

| هیوستون راکتس ۱۱۷, اورلندو مجیک ۱۰۶                                    |  |                                                                |
| امتیاز بر پایه وقت: ۲۸–۱۹, ۳۵–۲۲, ۲۷–۳۰, ۲۷–۳۵                         |  |                                                                |
| امتیاز: حکیم اولاجوان ۳۴ ریباند: حکیم اولاجوان ۱۱ پاس : کلاید درکسلر ۵ |  | امتیاز: شکیل اونیل ۳۳ ریباند: شکیل اونیل ۱۲ پاس: پنی هارداوی ۸ |
| هیوستون پیشتاز سری، ۲–۰                                                |  |                                                                |

### بازی ۳
| ۱۱ ژوئن 7:00 pm |

|  |

| اورلندو مجیک ۱۰۳, هیوستون راکتس ۱۰۶                                                    |  |                                                                                           |
| امتیاز بر پایه وقت: ۳۰–۲۸, ۲۳–۲۶, ۲۲–۲۱, ۲۸–۳۱                                         |  |                                                                                           |
| امتیاز: شکیل اونیل ۲۸ ریباند: Anderson, Grant, شکیل اونیل همگی ۱۰ پاس : پنی هارداوی ۱۴ |  | امتیاز: حکیم اولاجوان ۳۱ ریباند: حکیم اولاجوان ۱۴ پاس: کلاید درکسلر، حکیم اولاجوان همگی ۷ |
| هیوستون پیشتاز سری، ۳–۰                                                                |  |                                                                                           |

### بازی ۴
| ۱۴ ژوئن 9:00 pm |

|  |

| اورلندو مجیک ۱۰۱, هیوستون راکتس ۱۱۳                                                           |  |                                                                       |
| امتیاز بر پایه وقت: ۲۱–۲۳, ۳۰–۲۴, ۲۵–۳۰, ۲۵–۳۶                                                |  |                                                                       |
| امتیاز: پنی هارداوی، شکیل اونیل همگی ۲۵ ریباند: Grant, شکیل اونیل همگی ۱۲ پاس : پنی هارداوی ۵ |  | امتیاز: حکیم اولاجوان ۳۵ ریباند: حکیم اولاجوان ۱۵ پاس: کلاید درکسلر ۸ |
| هیوستون برندهٔ سری، ۴–۰                                                                        |  |                                                                       |

## آمارهای بازیکنان
هیوستون راکتس
| بازیکن          | GP | GS | MPG  | FG%   | 3FG%  | FT%   | RPG  | APG | SPG | BPG | PPG  |
| --------------- | -- | -- | ---- | ----- | ----- | ----- | ---- | --- | --- | --- | ---- |
| Chucky Brown    | ۴  | ۰  | ۹٫۵  | ۰٫۴۵۵ | ۰٫۰۰۰ | ۱٫۰۰۰ | ۲٫۸  | ۰٫۰ | ۰٫۰ | ۰٫۵ | ۳٫۰  |
| Sam Cassell     | ۴  | ۰  | ۲۳٫۳ | ۰٫۴۲۹ | ۰٫۴۶۷ | ۰٫۸۳۳ | ۱٫۸  | ۳٫۰ | ۱٫۸ | ۰٫۰ | ۱۴٫۳ |
| Pete Chilcutt   | ۳  | ۰  | ۱٫۰  | ۰٫۰۰۰ | ۰٫۰۰۰ | ۰٫۰۰۰ | ۰٫۰  | ۰٫۰ | ۰٫۰ | ۰٫۰ | ۰٫۰  |
| Clyde Drexler   | ۴  | ۴  | ۴۰٫۵ | ۰٫۴۵۰ | ۰٫۱۵۴ | ۰٫۷۸۹ | ۹٫۵  | ۶٫۸ | ۱٫۰ | ۰٫۳ | ۲۱٫۵ |
| Mario Elie      | ۴  | ۴  | ۴۰٫۳ | ۰٫۶۴۹ | ۰٫۵۷۱ | ۰٫۹۰۰ | ۴٫۳  | ۳٫۳ | ۲٫۰ | ۰٫۰ | ۱۶٫۳ |
| Robert Horry    | ۴  | ۴  | ۴۶٫۸ | ۰٫۴۳۴ | ۰٫۳۷۹ | ۰٫۶۶۷ | ۱۰٫۰ | ۳٫۸ | ۳٫۰ | ۲٫۳ | ۱۷٫۸ |
| Charles Jones   | ۴  | ۰  | ۱۴٫۳ | ۰٫۵۰۰ | ۰٫۰۰۰ | ۱٫۰۰۰ | ۱٫۸  | ۰٫۰ | ۰٫۰ | ۰٫۰ | ۱٫۰  |
| Hakeem Olajuwon | ۴  | ۴  | ۴۴٫۸ | ۰٫۴۸۳ | ۱٫۰۰۰ | ۰٫۶۹۲ | ۱۱٫۵ | ۵٫۵ | ۲٫۰ | ۲٫۰ | ۳۲٫۸ |
| Kenny Smith     | ۴  | ۴  | ۲۶٫۳ | ۰٫۳۷۹ | ۰٫۴۲۱ | ۰٫۰۰۰ | ۱٫۸  | ۴٫۰ | ۰٫۳ | ۰٫۰ | ۷٫۵  |

اورلندو مجیک
| بازیکن           | GP | GS | MPG  | FG%   | 3FG%  | FT%   | RPG  | APG | SPG | BPG | PPG  |
| ---------------- | -- | -- | ---- | ----- | ----- | ----- | ---- | --- | --- | --- | ---- |
| Nick Anderson    | ۴  | ۴  | ۴۰٫۳ | ۰٫۳۶۰ | ۰٫۳۲۳ | ۰٫۳۰۰ | ۸٫۵  | ۴٫۳ | ۲٫۰ | ۰٫۵ | ۱۲٫۳ |
| Anthony Bowie    | ۴  | ۰  | ۶٫۵  | ۰٫۶۰۰ | ۰٫۵۰۰ | ۰٫۰۰۰ | ۰٫۵  | ۱٫۵ | ۰٫۰ | ۰٫۳ | ۳٫۳  |
| Horace Grant     | ۴  | ۴  | ۴۲٫۰ | ۰٫۵۳۲ | ۰٫۰۰۰ | ۰٫۸۰۰ | ۱۲٫۰ | ۱٫۵ | ۰٫۵ | ۰٫۵ | ۱۳٫۵ |
| Penny Hardaway   | ۴  | ۴  | ۴۳٫۰ | ۰٫۵۰۰ | ۰٫۴۵۸ | ۰٫۹۱۳ | ۴٫۸  | ۸٫۰ | ۱٫۰ | ۰٫۸ | ۲۵٫۵ |
| Shaquille O'Neal | ۴  | ۴  | ۴۵٫۰ | ۰٫۵۹۵ | ۰٫۰۰۰ | ۰٫۵۷۱ | ۱۲٫۵ | ۶٫۳ | ۰٫۳ | ۲٫۵ | ۲۸٫۰ |
| Donald Royal     | ۱  | ۰  | ۱٫۰  | ۰٫۰۰۰ | ۰٫۰۰۰ | ۰٫۰۰۰ | ۰٫۰  | ۰٫۰ | ۰٫۰ | ۰٫۰ | ۰٫۰  |
| Dennis Scott     | ۴  | ۴  | ۳۷٫۵ | ۰٫۳۱۰ | ۰٫۲۴۱ | ۱٫۰۰۰ | ۳٫۵  | ۲٫۳ | ۱٫۰ | ۰٫۳ | ۱۰٫۵ |
| Brian Shaw       | ۴  | ۰  | ۲۱٫۰ | ۰٫۴۲۶ | ۰٫۳۸۵ | ۰٫۰۰۰ | ۳٫۳  | ۳٫۳ | ۰٫۵ | ۰٫۳ | ۱۲٫۵ |
| Jeff Turner      | ۴  | ۰  | ۱۰٫۸ | ۰٫۲۰۰ | ۰٫۳۳۳ | ۰٫۰۰۰ | ۱٫۰  | ۰٫۵ | ۰٫۰ | ۰٫۰ | ۱٫۵  |